# ليما (أوكلاهوما)
ليما (بالإنجليزية: Lima, Oklahoma)‏ هي بلدة أمريكية تقع في الولايات المتحدة في مقاطعة سيمينول، أوكلاهوما. يقدر عدد سكانها بـ 53 نسمة ومساحتها 1.2 كم2 وترتفع عن سطح البحر 267 متر.